# Anastasia Mijáilovna Románova
Anastasia Mijáilovna de Rusia (en ruso: Анастасия Михайловна; Peterhof, 28 de julio de 1860-Èze, 11 de marzo de 1922) fue una gran duquesa de Rusia por nacimiento, y por matrimonio gran duquesa de Mecklemburgo-Schwerin.

## Infancia

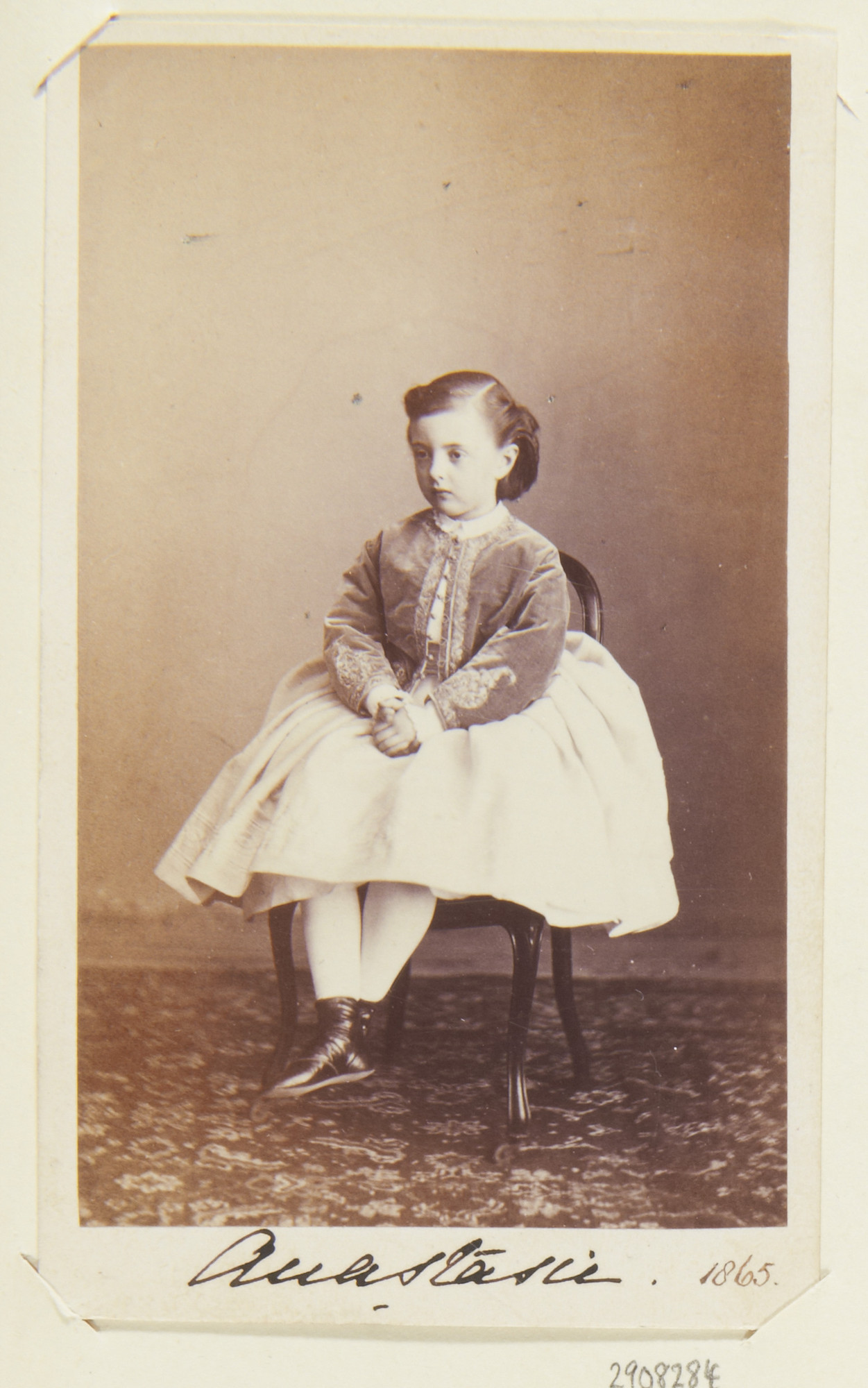
La gran duquesa Anastasia con cinco años.

La gran duquesa Anastasia Mijáilovna nació en el palacio de Peterhof el 28 de julio [16 de julio calendario juliano] de 1860, y fue la segunda de los siete hijos del gran duque Miguel Nikoláyevich de Rusia y de su esposa, la gran duquesa Olga Fiódorovna (nacida como la princesa Cecilia de Baden). Tenía solo dos años cuando su padre fue nombrado virrey del Cáucaso en diciembre de 1862 y se mudaron a Georgia. Anastasia creció en el palacio de su padre en Tiflis, en medio de la atmósfera salvaje y austera del Cáucaso. La familia vivía en un gran palacio; también tenían una finca rural cerca de Borjomi, una residencia de verano llamada Mikhailovskoe, cerca de San Petersburgo, y una residencia en el Mar Negro.
Fue conocida en la familia como "Stassie", era la única hija entre siete hijos. Estuvo siempre mimada y protegida por sus seis hermanos y fue la favorita de su padre. No obstante, su padre estaba la mayor parte del tiempo ocupado en asuntos políticos y fue criada con mano de hierro y disciplina prusiana por su madre, casi sin afecto. Sus hermanos encontraron en ella una salida para el amor y la ternura que tanto les faltaba a sus padres, aunque la mayor parte de los días era educada por separado y se unía a ellos los domingos. Se sentía particularmente unida a su hermano mayor, Nicolás Mijáilovich, con quien compartía intereses artísticos. Creció para ser independiente, inteligente y de voluntad fuerte, con una personalidad cálida y feliz. Alta y delgada, tenía el pelo oscuro y ojos verdes muy orientales. Su educación se centró básicamente en el dominio de lenguas y aprendió francés, alemán e inglés, además de su ruso nativo.

## Matrimonio

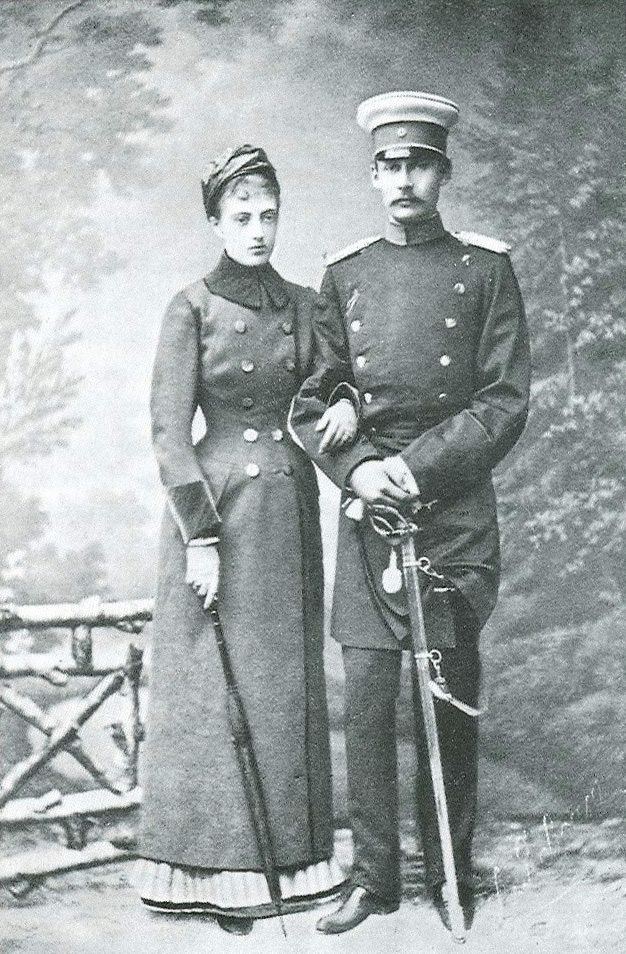
Foto de compromiso Anastasia y de Federico Francisco, 1878.

En 1878, cuando Anastasia aún no tenía dieciocho años, su madre y la gran duquesa María Pavlovna, esposa del gran duque Vladímir Aleksándrovich de Rusia, concertaron su matrimonio con el hermano mayor de María, Federico Fernando, de 27 años, y en aquellos momentos heredero del gran ducado de Mecklemburgo-Schwerin. También era descendiente directo del zar Pablo I de Rusia.
En la primavera de 1878, mientras Anastasia visitaba San Petersburgo con su madre, el príncipe Federico Francisco, quien se alojaba con su hermana en el palacio de Vladimir, le pidió la mano. Aunque era un buen partido, tenía una salud delicada, sufría de asma, erupciones cutáneas y problemas de corazón.
Aunque ni ella ni sus hermanos aceptaron de buen grado el compromiso, no tuvieron más opción, ya que le aseguraba una buena posición.
El compromiso se anunció el 4 de mayo y en los días siguientes, la gran duquesa María Pávlovna describió a Anastasia en una carta a su futuro suegro: Es encantadora, tanto en carácter como en apariencia. No dudo ni un momento que ocupará su lugar y su nueva posición a la perfección, y será igual en el futuro. En sus movimientos, su andar y su habla, le recordará a la reina Olly, aunque tiene ojos grandes y claros, que prometen mucho. Para su apariencia externa, su figura sigue siendo muy delgada e infantil, pero cuando habla esta impresión se disipa por completo. Está muy bien educada.
En octubre, Anastasia y su familia viajaron a San Petersburgo para prepararse para la boda. El matrimonio tuvo lugar el 24 de enero [12 de enero juliano] de 1879 en el palacio de Invierno, y fue entregada por su tío, el zar Alejandro II; primero hubo una ceremonia ortodoxa, y luego una protestante. La boda fue un gran acontecimiento y asistieron representantes de casi todas las casas gobernantes de Europa.

## Gran duquesa heredera
El 8 de febrero de 1879, Anastasia y Francisco llegaron a Schwerin. La joven pareja se instaló en Marienpalais, pero a Anastasia no se le permitió organizar sus apartamentos según su propio gusto.
Estaba nostálgica y encontró una corte estricta, anticuada con una atmósfera opresiva. Aunque su propia madre era alemana, Anastasia nunca superó su disgusto por su país adoptivo.
La pareja hizo breves visitas a Baden-Baden y Berlín. Anastasia pronto quedó embarazada y su hija mayor, Alejandrina, nació en diciembre del primer año de matrimonio. Poco después, la mala salud de su esposo los obligó a viajar a un clima más cálido. En marzo de 1880, Anastasia hizo su primera visita a Rusia desde su matrimonio. Un año más tarde, regresó a San Petersburgo para el funeral de su tío, Alejandro II. Mientras estaba allí, su esposo sufrió uno de sus ataques de asma. Su frágil salud le permitió a Anastasia la excusa perfecta para pasar el menor tiempo posible en Schwerin. Viajó con frecuencia a visitar a su familia en Rusia y pasó largas estancias en el extranjero, buscando un clima cálido para las dolencias de su marido, en el sur de Italia y Francia. Vivían en Palermo, cuando en abril de 1882 nació un segundo hijo, Federico Francisco.

## Gran duquesa de Mecklemburgo-Schwerin

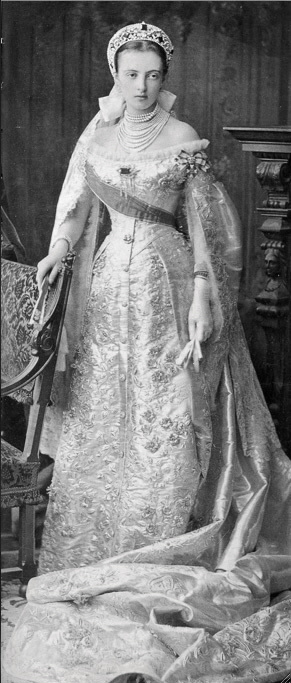
Anastasia Mijáilovna como gran duquesa de Mecklemburgo-Schwerin.

Anastasia y su esposo se encontraban en Palermo cuando falleció su suegro, el 15 de abril de 1883. Federico Francisco estaba demasiado enfermo para asistir al funeral de su padre. Tan pronto como se recuperó, él y Anastasia regresaron a Schwerin con sus hijos. Su marido ascendió al trono como gran duque Federico Francisco III de Mecklemburgo-Schwerin. Al principio, Anastasia disfrutó de su nueva posición como esposa del gran duque reinante y se instaló en suntuosos apartamentos en el palacio de Schwerin. Sin embargo, poco después quiso volver a Italia o Francia. La población de Mecklemburgo-Schwerin no quería que su soberano viviera en el extranjero, y Anastasia fue fuertemente criticada. Se llegó a un acuerdo, y el gran duque y su esposa vivirían en Schwerin durante cinco meses al año y podrían quedarse donde quisieran durante el resto del año, con la condición de que sus hijos nacieran en Schwerin. Su hija menor, Cecilia, nació en Schwerin en 1886. Mientras estaba en el gran ducado, Anastasia pasó el menor tiempo posible en el palacio de Schwerin en verano, prefiriendo su residencia en Gelbensande, un pabellón de caza construido en 1886 al estilo de una casa de campo inglesa cerca de Rostock y el Mar Báltico. Allí, la pareja llevó una vida sencilla y Federico Francisco pasaba la mayor parte del tiempo cazando, mientras que Anastasia y los niños montaban a caballo, visitaban a los lugareños o disfrutaban de la playa y el bosque circundante. La gran duquesa celebraba sus cumpleaños en Gelbensande, y su padre y sus hermanos iban a cazar. En los inviernos, la familia se mudaba a Cannes, donde celebraban la Navidad.
Entre 1887 y 1889, su esposo ordenó la construcción de la Villa Wenden, un gran palacio de estilo italiano situado en la ladera de una montaña que dominaba la bahía de Cannes, y fue un regalo para Anastasia. Pasaban allí todos los años desde noviembre hasta mayo, parando en París en su camino de regreso a Alemania.
La gran duquesa Anastasia crio a sus hijos con sencillez y más libertad de la que recibió ella padres, y manteniendo una relación más cercana. Ella hablaba en francés con su esposo e inglés con sus hijos. Era una gran jugadora de tenis, con su propia cancha de tenis en Villa Wenden. Le encantaba la música italiana, particularmente las óperas de Puccini y el teatro. Ella frecuentaba los hogares de muchos otros miembros de la realeza europea que se quedaban en la Riviera; sus padres y hermanos también eran visitantes frecuentes. Su madre murió de un ataque al corazón en 1891, y Anastasia permaneció muy cerca de su padre y sus hermanos, particularmente los dos mayores, Nicolás y Miguel. Pasó los ingresos del gran duque y su propia dote, por lo que fue muy criticada. Le gustaba la sociedad y se convirtió en una visitante frecuente de las mesas de juego de Montecarlo, perdiendo una gran suma de dinero en el casino; pero a pesar de sus extravagancias, nunca perdió el afecto de su marido.

## Gran duquesa viuda

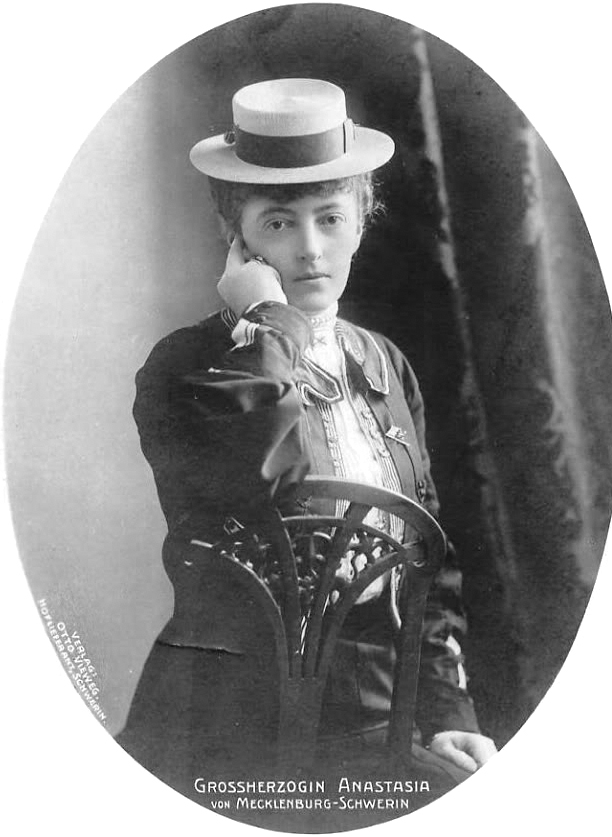
Anastasia Mijáilovna como gran duquesa viuda.

En el invierno de 1896-1897, la salud del gran duque se deterioró. En la primavera, Anastasia llevó a su esposo a Grasse con la esperanza de que el cambio de ubicación pudiera recuperarse. Fue durante este tiempo que su hija mayor, Alejandrina, se comprometió con el hijo del príncipe heredero de Dinamarca, quien más tarde se convertiría en el rey Cristián X de Dinamarca. Unas semanas más tarde, a principios de abril, Anastasia regresó con su esposo a la Villa Wenden. Anticipando lo peor, envió a buscar a su hijo, que estaba estudiando en Dresde. El 10 de abril, mientras la familia estaba cenando, un cochero encontró al gran duque inconsciente en el fondo del muro de contención de 25 pies (7,6 m) de la villa, en la carretera, debajo del parapeto festoneado de rosas que rodeaba el jardín de la villa. Había saltado en un intento por acabar con su vida. Fue llevado de regreso a la villa, donde finalmente murió. El informe oficial fue que el gran duque enfermo, jadeando por aire, había salido al balcón cayendo accidentalmente sobre la barandilla.
La gran duquesa y sus dos hijos mayores enviaron el cuerpo a Mecklemburgo para el funeral. Ella estaba resentida por sus suegros y era tan impopular en Schwerin que se sospechaba que lo había matado. Anastasia parecía haber llorado a su esposo, diciendo: He perdido a mi mejor amigo.
A la muerte de su marido, Anastasia heredó toda su propiedad privada, como Villa Wenden y Gelbensande, aunque este palacio debería haber pasado a su hijo de 15 años, quien se convirtió en Federico Francisco IV bajo la regencia de su tío, el duque Juan Alberto de Mecklemburgo-Schwerin, hasta 1901, cuando alcanzó la mayoría de edad. Una vez que pasó el período de duelo, en julio de 1897, Anastasia llevó a su hija mayor, Alejandrina, a Dinamarca para reunirse en privado con la familia del príncipe heredero de Dinamarca. Por insistencia suya, la boda, el 26 de abril de 1898, no tuvo lugar en Schwerin ni en Dinamarca, sino en la Villa Wenden en Cannes.

### El escándalo
La gran duquesa Anastasia tenía solo treinta y seis años cuando se quedó viuda, y a partir de entonces, rara vez visitó Schwerin. Prefería vivir en la Riviera o viajar a San Petersburgo, París o Reino Unido. Aunque se mantuvo muy unida a su familia, su sed de vida, su fuerte personalidad y su espíritu de independencia provocaron muchos enfrentamientos. La gran duquesa tenía un pequeño apartamento en París, donde llevaba una vida desahogada, yendo a fiestas y buscando distracciones, por ejemplo en los casinos de Montecarlo. A sus muchos pasatiempos, añadió el automovilismo y el tiro al plato.
Anastasia comenzó un romance con su secretario personal, Vladimir Alexandrovitch Paltov, y quedó embarazada. Al principio fingió que su hinchazón era el resultado de un tumor. Cuando llegó el momento de dar a luz, afirmó que había contraído varicela, por lo que tuvo que estar en cuarentena. Su hijo ilegítimo, Alexis Luis de Wenden, nació en Niza el 23 de diciembre de 1902. El nombre de Wenden fue otorgado por el rey Cristián IX de Dinamarca. Cuando más tarde le enviaron a estudiar a un internado en Normandía, ella le escribía diariamente.
La gran duquesa Anastasia, aunque cercana a su hijo, Federico Francisco IV, lo encontraba intencional y sin humor. Ella lo animó a casarse joven y el 7 de junio de 1904, se casó con la princesa Alejandra de Hannover. Anastasia era muy impopular en Alemania debido a sus simpatías francesas, y al káiser Guillermo II le disgustaba especialmente, pero Cecilia, hija menor de Anastasia, atrajo la atención del hijo mayor de emperador alemán, el príncipe heredero Guillermo de Prusia, durante las celebraciones de la boda de Federico Francisco IV. Se casaron el 6 de junio de 1905. A Anastasia se le permitió ir a la corte de Berlín solo dos veces, primero para la boda y luego cuando nació el primer hijo de este matrimonio. Se le aconsejó que nunca viviera cerca de su hija.
El padre de Anastasia, el gran duque Miguel Nicoláyevich de Rusia, había sufrido un derrame cerebral años antes y se mudó a vivir cerca de ella en el sur de Francia. A su muerte en 1909, heredó inmensas riquezas. En la primera década del siglo XX, la gran duquesa se ocupaba de visitar a sus parientes, a sus hijos y a su creciente número de nietos, y a sus pasatiempos: leer, ir a fiestas y las mesas de juego en el casino de Montecarlo. Siempre excéntrica, fue descrita por un contemporáneo como: Completamente indiferente a todo menos a sus propios deseos.
El príncipe Félix Yusúpov, quien se había casado con su sobrina, la princesa Irina Alexándrovna, conoció a la gran duquesa Anastasia en París en 1913, describiéndola en sus memorias:
“Aunque tenía más de cuarenta años, no había perdido ninguno de sus espíritus elevados; era amable y cariñosa, pero su naturaleza excéntrica y despótica la hacía bastante formidable. Cuando escuchó que me iba a casar con su sobrina, me tomó de la mano. Desde ese día mi vida ya no era mía. Era madrugadora y solía telefonearme a las ocho de la mañana. A veces venía al Hotel du Rhin, donde me alojaba, y se sentaba a leer los papeles en mi habitación mientras me vestía. Si me encontraba fuera, ella enviaba a sus sirvientes por todo París para buscarme y, a veces, ella misma participaba en la búsqueda. Nunca tuve un momento de paz. Tenía que almorzar, ir al teatro y cenar con ella casi todos los días. Por lo general, dormía durante el primer acto de una obra, y luego se despertaba con el comienzo para declarar que la actuación era estúpida y que deseaba irse. A menudo cambiábamos de teatro dos o tres veces en una noche. Cuando hacía frío, obligaba a su lacayo a sentarse en una silla junto a la puerta de su palco, sosteniendo una pequeña bolsa de viaje llena de chales, bufandas y pieles. Todos estas prendas estaban numeradas y si por casualidad, estaba despierta y sentía un frío, me pedía que le trajera tal número. Podría haber soportado todo esto, pero desafortunadamente tenía una pasión por el baile. A medianoche, completamente despierta, me arrastraba a un club nocturno donde bailaba hasta el amanecer.”
El diplomático Maurice Paléologue escribió el 14 de octubre de 1913: Aunque tiene cincuenta y tres años, vive abiertamente con un guardia negro argentino, baila en Magic City con todos los interesados hasta las dos de la mañana y se asocia con la escoria de los aeródromos.

## Últimos años

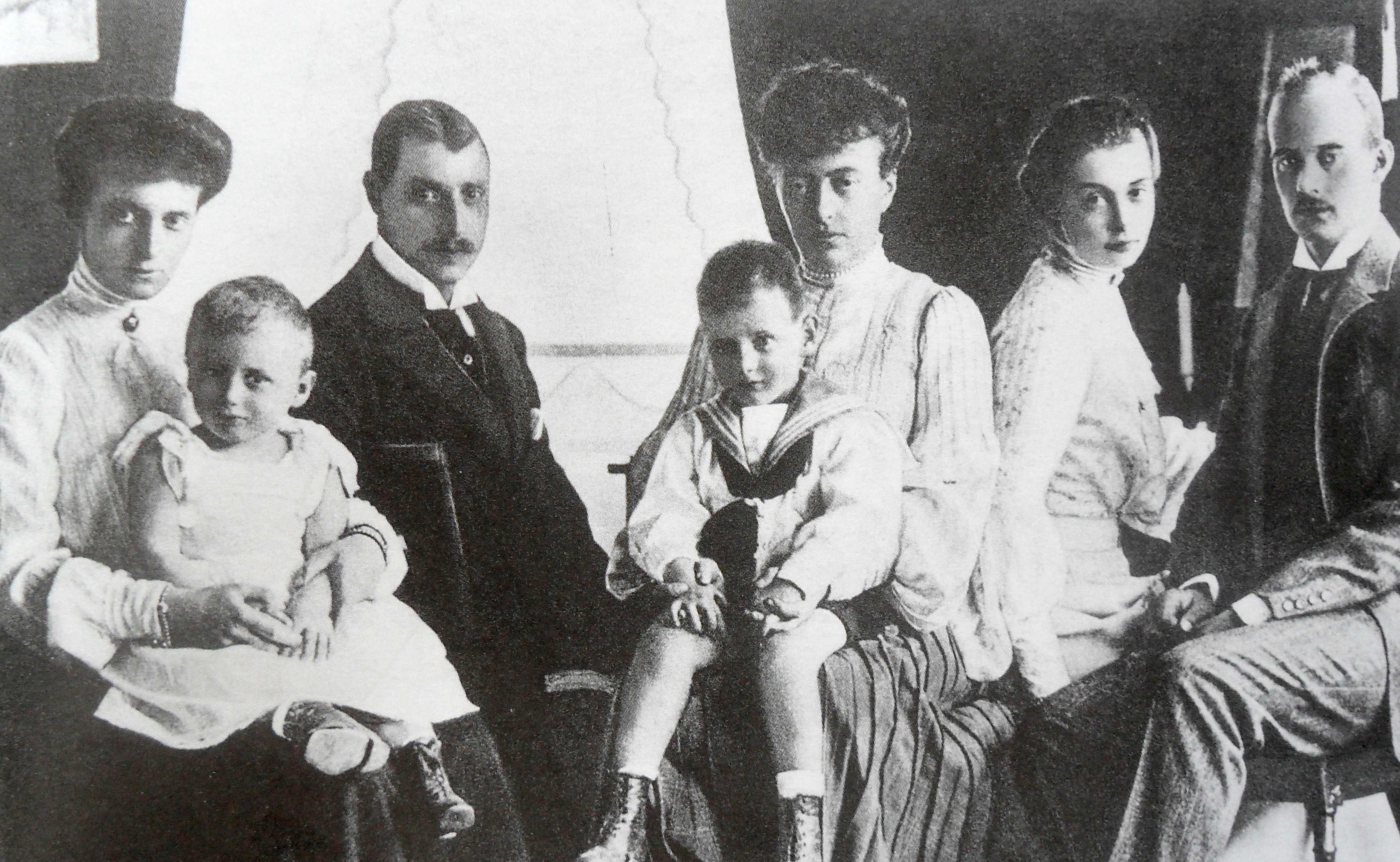
La gran duquesa con su familia, de izquierda a derecha: Alejandrina de Dinamarca con su hijo, el príncipe Canuto de Dinamarca, Cristián X, la gran duquesa Anastasia con su nieto, Federico, en su regazo, Cecilia y Federico Francisco IV.

En el verano de 1914, justo antes de que estallara la Primera Guerra Mundial, visitó a su hermano, el gran duque Miguel Mijáilovich, y a su familia en Inglaterra. Cuando muchos saludaron con entusiasmo el estallido de la guerra, después del ultimátum austriaco, ella le escribió al zar Nicolás II de Rusia: Espero que la guerra no ocurra y que en unos días, todos estemos juntos otra vez.
El conflicto dividió a su familia. Su hijo era un príncipe reinante en Alemania y su hija menor era la nuera de káiser. En el lado opuesto, sus hermanos en Rusia luchaban para derrotar a los imperios centrales. Anastasia se puso del lado de su país natal.
Como gran duquesa alemana, no podía permanecer en Francia, un país en guerra con Alemania, ni podía regresar a Schwerin, ahora un enemigo de su Rusia natal. Por lo tanto, ella decidió establecerse en la neutral Suiza. Pasó los años de guerra viviendo en el hotel Savoy en Lausana, dando su villa en Cannes para su uso como un hospital para oficiales heridos de la Fuerza Expedicionaria Rusa en Francia.
Durante la guerra, logró obtener noticias de su hija Cecilia y de su hijo, Federico Francisco, a través de su hija, Alejandrina, reina en la Dinamarca neutral. Los bolcheviques mataron a tres de sus hermanos, los grandes duques Nicolás, Jorge y Sergio, durante la Revolución Rusa. La caída de la monarquía alemana después de la guerra resultó la pérdida de la corona tanto para su hijo en Schwerin como para su hija Cecilia en Alemania.
Después del final de la guerra, Anastasia decidió regresar a Francia; no podía regresar como princesa alemana, y con su pasaporte ruso, se escabulló dentro del país con el séquito de su prima, la princesa Catalina Yourievskaya, que estaba refugiada en Lausana y se dirigía hacia Niza. Una vez en Francia, Anastasia creó una fundación de caridad para ayudar a los exiliados rusos que habían emigrado a Francia, con Valdimir Paltov como su presidente. Se instaló en Villa Fantasia en Èze, cerca de Cannes. Allí pasó sus últimos años, retomando su antigua vida social.
En la primera semana de marzo de 1922, poco después de asistir a una fiesta ofrecida por su sobrino, el gran duque Andrés Vladímirovich Románov, en Cap-d'Ail, la gran duquesa Anastasia cayó enferma. Sufrió un derrame cerebral y murió el 11 de marzo de 1922 en Èze, con 61 años. La baronesa de Stoeckl, que la conocía bien, comentó: Así pasó el último gran personaje de la dinastía Romanov. Primero, siempre fue una alteza imperial que sabía cómo llevar su rango, pero no menos importante, una mujer que amó y vivió.
Con la muerte de la gran duquesa, sus hijos se reunieron por primera vez desde 1914. Su hijo natural, Alexis Luis de Wenden, permaneció en Francia. Fue enterrada junto a su marido en Ludwigslust. Entre sus descendientes directos se encuentran la reina Margarita II de Dinamarca y el príncipe Jorge Federico de Prusia, jefe de la Casa de Hohenzollern. La línea masculina de la Casa de Mecklemburgo-Schwerin se extinguió con su nieto, el gran duque hereditario Federico Francisco, en 2001.

## Descendencia

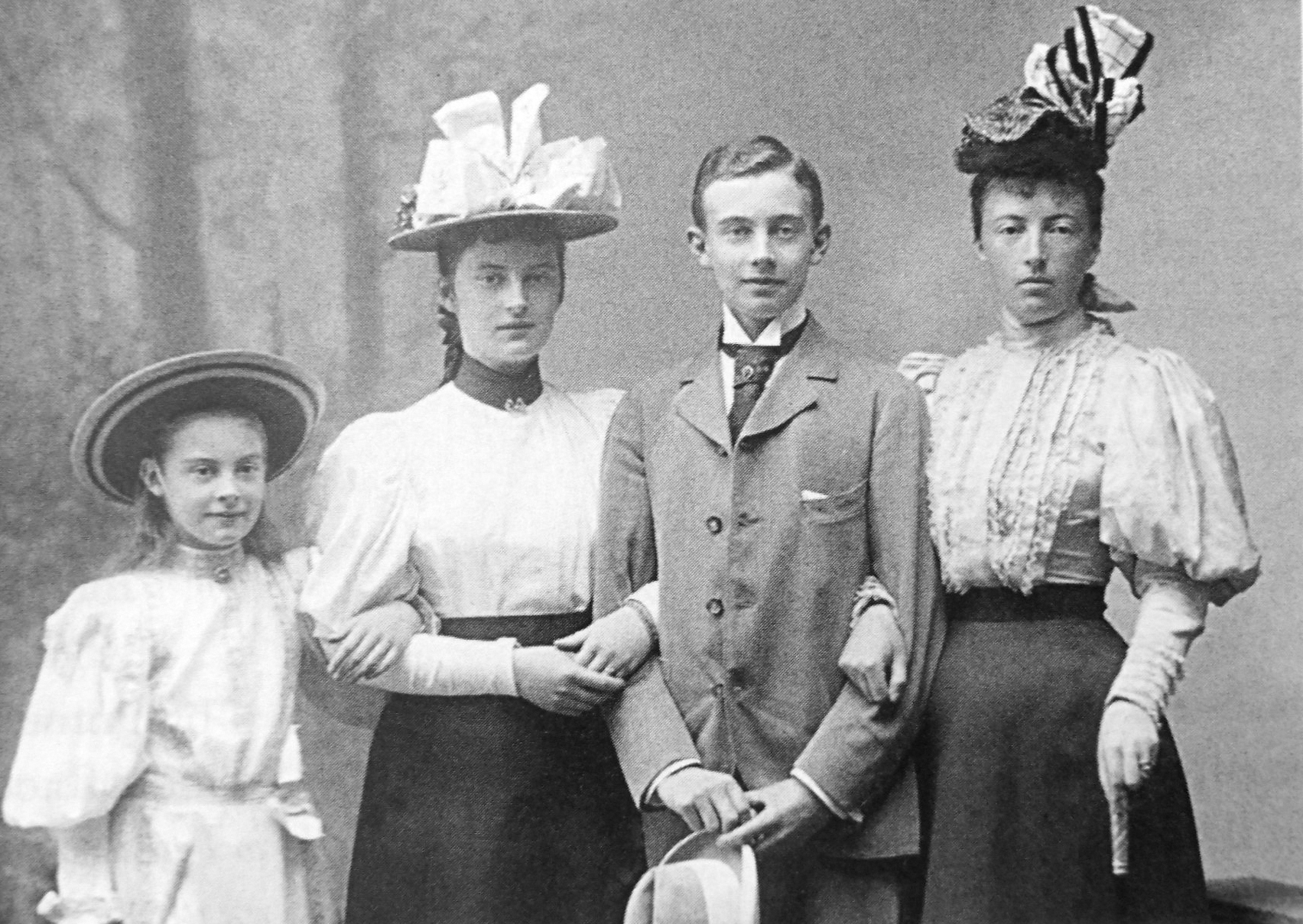
La gran duquesa Anastasia Mijáilovna de Rusia con sus tres hijos mayores: Cecilia, Alejandrina y Federico Francisco.

Contrajo matrimonio el 24 de enero de 1879 en San Petersburgo con el príncipe heredero Federico Francisco de Mecklemburgo-Schwerin (1851-1897). De esta unión nacieron tres hijos:
- Alejandrina (1879-1952), casada con el rey Cristián X de Dinamarca (1870-1947).
- Federico Francisco IV (1882-1963), gran duque de Mecklemburgo-Schwerin. Casado con la princesa Alejandra de Hannover (1882-1963).
- Cecilia (1886-1954), casada con el príncipe heredero del trono alemán, Guillermo de Prusia (1882-1951), hijo del emperador Guillermo II de Alemania y de la princesa Augusta Victoria de Schleswig-Holstein.

La gran duquesa Anastasia también tuvo un hijo ilegítimo con Vladimir Alexandrovich Paltov (1874-1944):
- El conde Alexis Luis de Wenden (23 de diciembre de 1902-1976) se casó con Paulette Seux en 1929. Tuvieron dos hijas:
  - Xénia Anastasia Germana Luisa de Wenden (1930), que se casó con Alain Brulé.
  - Anastasia Alejandrina Paula Luis de Wenden (1935-1995).

## Distinciones honoríficas
- Dama gran cruz de la Orden de Santa Catalina.[27] ( Imperio ruso)
- Dama gran cruz con corona de gemas de la Orden de la Corona Wéndica (en diamantes).[27] (Gran Ducado de Mecklemburgo-Schwerin)

## Ancestros
| \| \| \| \| \| \| \| \| \| \| \| \| \| \| \| \| \| \| \| \| 16. Zar Pedro III de Rusia \| \| \| \| \| \| \| \| \| \| \| \| \| \| \| \| \| \| \| \| \| \| \| \| \| \| \| \| \| \| \| \| \| \| \| \| \| \| \| \| \| \| \| \| \| \| \| \| \| \| \| \| \| \| 8. Zar Pablo I de Rusia \| \| \| \| \| \| \| \| \| \| \| \| \| \| \| \| \| \| \| \| \| \| \| \| \| \| \| \| \| \| \| \| \| \| \| \| \| \| \| \| \| \| \| \| \| \| \| \| \| \| \| \| \| \| 17. Zarina Catalina II de Rusia \| \| \| \| \| \| \| \| \| \| \| \| \| \| \| \| \| \| \| \| \| \| \| \| \| \| \| \| \| \| \| \| \| \| \| \| \| \| \| \| \| \| \| \| \| \| \| \| \| \| \| \| \| \| 4. Zar Nicolás I de Rusia \| \| \| \| \| \| \| \| \| \| \| \| \| \| \| \| \| \| \| \| \| \| \| \| \| \| \| \| \| \| \| \| \| \| \| \| \| \| \| \| \| \| \| \| \| \| \| \| \| \| \| \| \| \| 18. Duque Federico II Eugenio de Wurtemberg \| \| \| \| \| \| \| \| \| \| \| \| \| \| \| \| \| \| \| \| \| \| \| \| \| \| \| \| \| \| \| \| \| \| \| \| \| \| \| \| \| \| \| \| \| \| \| \| \| \| \| \| \| \| 9. Duquesa Sofía Dorotea de Wurtemberg \| \| \| \| \| \| \| \| \| \| \| \| \| \| \| \| \| \| \| \| \| \| \| \| \| \| \| \| \| \| \| \| \| \| \| \| \| \| \| \| \| \| \| \| \| \| \| \| \| \| \| \| \| \| 19. Margravina Federica de Brandeburgo-Schwedt \| \| \| \| \| \| \| \| \| \| \| \| \| \| \| \| \| \| \| \| \| \| \| \| \| \| \| \| \| \| \| \| \| \| \| \| \| \| \| \| \| \| \| \| \| \| \| \| \| \| \| \| \| \| 2. Gran duque Miguel Nikoláyevich de Rusia \| \| \| \| \| \| \| \| \| \| \| \| \| \| \| \| \| \| \| \| \| \| \| \| \| \| \| \| \| \| \| \| \| \| \| \| \| \| \| \| \| \| \| \| \| \| \| \| \| \| \| \| \| \| 20. Rey Federico Guillermo II de Prusia \| \| \| \| \| \| \| \| \| \| \| \| \| \| \| \| \| \| \| \| \| \| \| \| \| \| \| \| \| \| \| \| \| \| \| \| \| \| \| \| \| \| \| \| \| \| \| \| \| \| \| \| \| \| 10. Rey Federico Guillermo III de Prusia \| \| \| \| \| \| \| \| \| \| \| \| \| \| \| \| \| \| \| \| \| \| \| \| \| \| \| \| \| \| \| \| \| \| \| \| \| \| \| \| \| \| \| \| \| \| \| \| \| \| \| \| \| \| 21. Princesa Federica Luisa de Hesse-Darmstadt \| \| \| \| \| \| \| \| \| \| \| \| \| \| \| \| \| \| \| \| \| \| \| \| \| \| \| \| \| \| \| \| \| \| \| \| \| \| \| \| \| \| \| \| \| \| \| \| \| \| \| \| \| \| 5. Princesa Carlota de Prusia \| \| \| \| \| \| \| \| \| \| \| \| \| \| \| \| \| \| \| \| \| \| \| \| \| \| \| \| \| \| \| \| \| \| \| \| \| \| \| \| \| \| \| \| \| \| \| \| \| \| \| \| \| \| 22. Gran duque Carlos II de Mecklemburgo-Strelitz \| \| \| \| \| \| \| \| \| \| \| \| \| \| \| \| \| \| \| \| \| \| \| \| \| \| \| \| \| \| \| \| \| \| \| \| \| \| \| \| \| \| \| \| \| \| \| \| \| \| \| \| \| \| 11.Duquesa Luisa de Mecklemburgo-Strelitz \| \| \| \| \| \| \| \| \| \| \| \| \| \| \| \| \| \| \| \| \| \| \| \| \| \| \| \| \| \| \| \| \| \| \| \| \| \| \| \| \| \| \| \| \| \| \| \| \| \| \| \| \| \| 23. Princesa Federica de Hesse-Darmstadt \| \| \| \| \| \| \| \| \| \| \| \| \| \| \| \| \| \| \| \| \| \| \| \| \| \| \| \| \| \| \| \| \| \| \| \| \| \| \| \| \| \| \| \| \| \| \| \| \| \| \| \| \| \| 1. Gran duquesa Anastasia Mijáilovna de Rusia \| \| \| \| \| \| \| \| \| \| \| \| \| \| \| \| \| \| \| \| \| \| \| \| \| \| \| \| \| \| \| \| \| \| \| \| \| \| \| \| \| \| \| \| \| \| \| \| \| \| \| \| \| \| 24. Príncipe heredero Federico de Baden-Durlach \| \| \| \| \| \| \| \| \| \| \| \| \| \| \| \| \| \| \| \| \| \| \| \| \| \| \| \| \| \| \| \| \| \| \| \| \| \| \| \| \| \| \| \| \| \| \| \| \| \| \| \| \| \| 12. Gran duque Carlos Federico de Baden \| \| \| \| \| \| \| \| \| \| \| \| \| \| \| \| \| \| \| \| \| \| \| \| \| \| \| \| \| \| \| \| \| \| \| \| \| \| \| \| \| \| \| \| \| \| \| \| \| \| \| \| \| \| 25. Princesa Amalia de Nassau-Dietz \| \| \| \| \| \| \| \| \| \| \| \| \| \| \| \| \| \| \| \| \| \| \| \| \| \| \| \| \| \| \| \| \| \| \| \| \| \| \| \| \| \| \| \| \| \| \| \| \| \| \| \| \| \| 6. Gran duque Leopoldo I de Baden \| \| \| \| \| \| \| \| \| \| \| \| \| \| \| \| \| \| \| \| \| \| \| \| \| \| \| \| \| \| \| \| \| \| \| \| \| \| \| \| \| \| \| \| \| \| \| \| \| \| \| \| \| \| 26. Barón Luis Enrique Felipe Geyer von Geyersberg \| \| \| \| \| \| \| \| \| \| \| \| \| \| \| \| \| \| \| \| \| \| \| \| \| \| \| \| \| \| \| \| \| \| \| \| \| \| \| \| \| \| \| \| \| \| \| \| \| \| \| \| \| \| 13. Baronesa Luisa Carolina Geyer von Geyersberg \| \| \| \| \| \| \| \| \| \| \| \| \| \| \| \| \| \| \| \| \| \| \| \| \| \| \| \| \| \| \| \| \| \| \| \| \| \| \| \| \| \| \| \| \| \| \| \| \| \| \| \| \| \| 27. Condesa Maximiliana Cristiana von Sponeck \| \| \| \| \| \| \| \| \| \| \| \| \| \| \| \| \| \| \| \| \| \| \| \| \| \| \| \| \| \| \| \| \| \| \| \| \| \| \| \| \| \| \| \| \| \| \| \| \| \| \| \| \| \| 3. Princesa Cecilia de Baden \| \| \| \| \| \| \| \| \| \| \| \| \| \| \| \| \| \| \| \| \| \| \| \| \| \| \| \| \| \| \| \| \| \| \| \| \| \| \| \| \| \| \| \| \| \| \| \| \| \| \| \| \| \| 28. Rey Gustavo III de Suecia \| \| \| \| \| \| \| \| \| \| \| \| \| \| \| \| \| \| \| \| \| \| \| \| \| \| \| \| \| \| \| \| \| \| \| \| \| \| \| \| \| \| \| \| \| \| \| \| \| \| \| \| \| \| 14. Rey Gustavo IV Adolfo de Suecia \| \| \| \| \| \| \| \| \| \| \| \| \| \| \| \| \| \| \| \| \| \| \| \| \| \| \| \| \| \| \| \| \| \| \| \| \| \| \| \| \| \| \| \| \| \| \| \| \| \| \| \| \| \| 29. Princesa Sofía Magdalena de Dinamarca \| \| \| \| \| \| \| \| \| \| \| \| \| \| \| \| \| \| \| \| \| \| \| \| \| \| \| \| \| \| \| \| \| \| \| \| \| \| \| \| \| \| \| \| \| \| \| \| \| \| \| \| \| \| 7. Princesa Sofía Guillermina de Suecia \| \| \| \| \| \| \| \| \| \| \| \| \| \| \| \| \| \| \| \| \| \| \| \| \| \| \| \| \| \| \| \| \| \| \| \| \| \| \| \| \| \| \| \| \| \| \| \| \| \| \| \| \| \| 30. Príncipe heredero Carlos Luis de Baden \| \| \| \| \| \| \| \| \| \| \| \| \| \| \| \| \| \| \| \| \| \| \| \| \| \| \| \| \| \| \| \| \| \| \| \| \| \| \| \| \| \| \| \| \| \| \| \| \| \| \| \| \| \| 15. Princesa Federica de Baden \| \| \| \| \| \| \| \| \| \| \| \| \| \| \| \| \| \| \| \| \| \| \| \| \| \| \| \| \| \| \| \| \| \| \| \| \| \| \| \| \| \| \| \| \| \| \| \| \| \| \| \| \| \| 31. Landgravina Amalia de Hesse-Darmstadt \| \| \| \| \| \| \| \| \| \| \| \| \| \| \| \| \| \| \| \| \| \| \| \| \| \| \| \| \| \| \| \| \| \| \| \| \| \| \| \| \| \| \| \| \| \| \| \| \| \| \| \| |                                                    |  |  |  |  |  |  |  |  |  |  |  |  |  |  |  |
| |                                                    |  |  |  |  |  |  |  |  |  |  |  |  |  |  |  |
| | 16. Zar Pedro III de Rusia                         |  |  |  |  |  |  |  |  |  |  |  |  |  |  |  |
| |                                                    |  |  |  |  |  |  |  |  |  |  |  |  |  |  |  |
| |                                                    |  |  |  |  |  |  |  |  |  |  |  |  |  |  |  |
| | 8. Zar Pablo I de Rusia                            |  |  |  |  |  |  |  |  |  |  |  |  |  |  |  |
| |                                                    |  |  |  |  |  |  |  |  |  |  |  |  |  |  |  |
| |                                                    |  |  |  |  |  |  |  |  |  |  |  |  |  |  |  |
| | 17. Zarina Catalina II de Rusia                    |  |  |  |  |  |  |  |  |  |  |  |  |  |  |  |
| |                                                    |  |  |  |  |  |  |  |  |  |  |  |  |  |  |  |
| |                                                    |  |  |  |  |  |  |  |  |  |  |  |  |  |  |  |
| | 4. Zar Nicolás I de Rusia                          |  |  |  |  |  |  |  |  |  |  |  |  |  |  |  |
| |                                                    |  |  |  |  |  |  |  |  |  |  |  |  |  |  |  |
| |                                                    |  |  |  |  |  |  |  |  |  |  |  |  |  |  |  |
| | 18. Duque Federico II Eugenio de Wurtemberg        |  |  |  |  |  |  |  |  |  |  |  |  |  |  |  |
| |                                                    |  |  |  |  |  |  |  |  |  |  |  |  |  |  |  |
| |                                                    |  |  |  |  |  |  |  |  |  |  |  |  |  |  |  |
| | 9. Duquesa Sofía Dorotea de Wurtemberg             |  |  |  |  |  |  |  |  |  |  |  |  |  |  |  |
| |                                                    |  |  |  |  |  |  |  |  |  |  |  |  |  |  |  |
| |                                                    |  |  |  |  |  |  |  |  |  |  |  |  |  |  |  |
| | 19. Margravina Federica de Brandeburgo-Schwedt     |  |  |  |  |  |  |  |  |  |  |  |  |  |  |  |
| |                                                    |  |  |  |  |  |  |  |  |  |  |  |  |  |  |  |
| |                                                    |  |  |  |  |  |  |  |  |  |  |  |  |  |  |  |
| | 2. Gran duque Miguel Nikoláyevich de Rusia         |  |  |  |  |  |  |  |  |  |  |  |  |  |  |  |
| |                                                    |  |  |  |  |  |  |  |  |  |  |  |  |  |  |  |
| |                                                    |  |  |  |  |  |  |  |  |  |  |  |  |  |  |  |
| | 20. Rey Federico Guillermo II de Prusia            |  |  |  |  |  |  |  |  |  |  |  |  |  |  |  |
| |                                                    |  |  |  |  |  |  |  |  |  |  |  |  |  |  |  |
| |                                                    |  |  |  |  |  |  |  |  |  |  |  |  |  |  |  |
| | 10. Rey Federico Guillermo III de Prusia           |  |  |  |  |  |  |  |  |  |  |  |  |  |  |  |
| |                                                    |  |  |  |  |  |  |  |  |  |  |  |  |  |  |  |
| |                                                    |  |  |  |  |  |  |  |  |  |  |  |  |  |  |  |
| | 21. Princesa Federica Luisa de Hesse-Darmstadt     |  |  |  |  |  |  |  |  |  |  |  |  |  |  |  |
| |                                                    |  |  |  |  |  |  |  |  |  |  |  |  |  |  |  |
| |                                                    |  |  |  |  |  |  |  |  |  |  |  |  |  |  |  |
| | 5. Princesa Carlota de Prusia                      |  |  |  |  |  |  |  |  |  |  |  |  |  |  |  |
| |                                                    |  |  |  |  |  |  |  |  |  |  |  |  |  |  |  |
| |                                                    |  |  |  |  |  |  |  |  |  |  |  |  |  |  |  |
| | 22. Gran duque Carlos II de Mecklemburgo-Strelitz  |  |  |  |  |  |  |  |  |  |  |  |  |  |  |  |
| |                                                    |  |  |  |  |  |  |  |  |  |  |  |  |  |  |  |
| |                                                    |  |  |  |  |  |  |  |  |  |  |  |  |  |  |  |
| | 11.Duquesa Luisa de Mecklemburgo-Strelitz          |  |  |  |  |  |  |  |  |  |  |  |  |  |  |  |
| |                                                    |  |  |  |  |  |  |  |  |  |  |  |  |  |  |  |
| |                                                    |  |  |  |  |  |  |  |  |  |  |  |  |  |  |  |
| | 23. Princesa Federica de Hesse-Darmstadt           |  |  |  |  |  |  |  |  |  |  |  |  |  |  |  |
| |                                                    |  |  |  |  |  |  |  |  |  |  |  |  |  |  |  |
| |                                                    |  |  |  |  |  |  |  |  |  |  |  |  |  |  |  |
| | 1. Gran duquesa Anastasia Mijáilovna de Rusia      |  |  |  |  |  |  |  |  |  |  |  |  |  |  |  |
| |                                                    |  |  |  |  |  |  |  |  |  |  |  |  |  |  |  |
| |                                                    |  |  |  |  |  |  |  |  |  |  |  |  |  |  |  |
| | 24. Príncipe heredero Federico de Baden-Durlach    |  |  |  |  |  |  |  |  |  |  |  |  |  |  |  |
| |                                                    |  |  |  |  |  |  |  |  |  |  |  |  |  |  |  |
| |                                                    |  |  |  |  |  |  |  |  |  |  |  |  |  |  |  |
| | 12. Gran duque Carlos Federico de Baden            |  |  |  |  |  |  |  |  |  |  |  |  |  |  |  |
| |                                                    |  |  |  |  |  |  |  |  |  |  |  |  |  |  |  |
| |                                                    |  |  |  |  |  |  |  |  |  |  |  |  |  |  |  |
| | 25. Princesa Amalia de Nassau-Dietz                |  |  |  |  |  |  |  |  |  |  |  |  |  |  |  |
| |                                                    |  |  |  |  |  |  |  |  |  |  |  |  |  |  |  |
| |                                                    |  |  |  |  |  |  |  |  |  |  |  |  |  |  |  |
| | 6. Gran duque Leopoldo I de Baden                  |  |  |  |  |  |  |  |  |  |  |  |  |  |  |  |
| |                                                    |  |  |  |  |  |  |  |  |  |  |  |  |  |  |  |
| |                                                    |  |  |  |  |  |  |  |  |  |  |  |  |  |  |  |
| | 26. Barón Luis Enrique Felipe Geyer von Geyersberg |  |  |  |  |  |  |  |  |  |  |  |  |  |  |  |
| |                                                    |  |  |  |  |  |  |  |  |  |  |  |  |  |  |  |
| |                                                    |  |  |  |  |  |  |  |  |  |  |  |  |  |  |  |
| | 13. Baronesa Luisa Carolina Geyer von Geyersberg   |  |  |  |  |  |  |  |  |  |  |  |  |  |  |  |
| |                                                    |  |  |  |  |  |  |  |  |  |  |  |  |  |  |  |
| |                                                    |  |  |  |  |  |  |  |  |  |  |  |  |  |  |  |
| | 27. Condesa Maximiliana Cristiana von Sponeck      |  |  |  |  |  |  |  |  |  |  |  |  |  |  |  |
| |                                                    |  |  |  |  |  |  |  |  |  |  |  |  |  |  |  |
| |                                                    |  |  |  |  |  |  |  |  |  |  |  |  |  |  |  |
| | 3. Princesa Cecilia de Baden                       |  |  |  |  |  |  |  |  |  |  |  |  |  |  |  |
| |                                                    |  |  |  |  |  |  |  |  |  |  |  |  |  |  |  |
| |                                                    |  |  |  |  |  |  |  |  |  |  |  |  |  |  |  |
| | 28. Rey Gustavo III de Suecia                      |  |  |  |  |  |  |  |  |  |  |  |  |  |  |  |
| |                                                    |  |  |  |  |  |  |  |  |  |  |  |  |  |  |  |
| |                                                    |  |  |  |  |  |  |  |  |  |  |  |  |  |  |  |
| | 14. Rey Gustavo IV Adolfo de Suecia                |  |  |  |  |  |  |  |  |  |  |  |  |  |  |  |
| |                                                    |  |  |  |  |  |  |  |  |  |  |  |  |  |  |  |
| |                                                    |  |  |  |  |  |  |  |  |  |  |  |  |  |  |  |
| | 29. Princesa Sofía Magdalena de Dinamarca          |  |  |  |  |  |  |  |  |  |  |  |  |  |  |  |
| |                                                    |  |  |  |  |  |  |  |  |  |  |  |  |  |  |  |
| |                                                    |  |  |  |  |  |  |  |  |  |  |  |  |  |  |  |
| | 7. Princesa Sofía Guillermina de Suecia            |  |  |  |  |  |  |  |  |  |  |  |  |  |  |  |
| |                                                    |  |  |  |  |  |  |  |  |  |  |  |  |  |  |  |
| |                                                    |  |  |  |  |  |  |  |  |  |  |  |  |  |  |  |
| | 30. Príncipe heredero Carlos Luis de Baden         |  |  |  |  |  |  |  |  |  |  |  |  |  |  |  |
| |                                                    |  |  |  |  |  |  |  |  |  |  |  |  |  |  |  |
| |                                                    |  |  |  |  |  |  |  |  |  |  |  |  |  |  |  |
| | 15. Princesa Federica de Baden                     |  |  |  |  |  |  |  |  |  |  |  |  |  |  |  |
| |                                                    |  |  |  |  |  |  |  |  |  |  |  |  |  |  |  |
| |                                                    |  |  |  |  |  |  |  |  |  |  |  |  |  |  |  |
| | 31. Landgravina Amalia de Hesse-Darmstadt          |  |  |  |  |  |  |  |  |  |  |  |  |  |  |  |
| |                                                    |  |  |  |  |  |  |  |  |  |  |  |  |  |  |  |
| |                                                    |  |  |  |  |  |  |  |  |  |  |  |  |  |  |  |

| Predecesor: María de Schwarzburgo-Rudolstadt | Gran duquesa consorte de Mecklemburgo-Schwerin 15 de abril de 1883-10 de abril de 1897 | Sucesor: Alejandra de Hannover |